# La Diva
La Diva – album muzyczny Arethy Franklin z 1979 roku wydany przez Atlantic Records.

## Lista utworów

### Strona A
| 1. | Ladies Only                    | 5:15  |
|    |                                |       |
| 2. | It's Gonna Get a Bit Better    | 5:20  |
|    |                                |       |
| 3. | What If I Should Ever Need You | 3:32  |
|    |                                |       |
| 4. | Honey I Need Your Love         | 2:45  |
|    |                                |       |
| 5. | I Was Made for You             | 4:03  |
|    |                                |       |
|    |                                | 20:55 |
|    |                                |       |

### Strona B
| 1. | Only Star                   | 5:04  |
|    |                             |       |
| 2. | Reasons Why                 | 3:55  |
|    |                             |       |
| 3. | You Brought Me Back to Life | 4:24  |
|    |                             |       |
| 4. | Half a Love                 | 5:25  |
|    |                             |       |
| 5. | The Feeling                 | 4:45  |
|    |                             |       |
|    |                             | 23:33 |
|    |                             |       |

## Zespół
- Aretha Franklin - wokal, fortepian
- Van McCoy - producent, tekściarz, keyboard, chórki
- Destry - chórki
- Zulema Cusseaux - tekściarz, chórki
- Albert Bailey - chórki
- Brenda Hilliard - chórki
- Jerome Jackson - chórki
- Richard Harris - chórki
- Pete Marshall - chórki
- Carolyn Franklin - chórki
- Sharon Brown - chórki
- Pat Williamson - chórki
- Cornell Dupree - gitara
- Jack Cavari - gitara
- Tom Hanlon - gitara
- Richard Tee - keyboard
- Ken Ascer - keyboard
- Paul Griffin - keyboard
- Gordon Edwards - gitara basowa
- Brian Aslop - gitara basowa
- Chris Parker - perkusja
- Crusher Bennett - perkusja
- George Devens - perkusja
- Ken Bichel - syntezator